# Jules Pasdeloup
Jules Étienne Pasdeloup, född 15 september 1819 i Paris, död 13 augusti 1887 i Fontainebleau, var en fransk musiker, kompositör och dirigent. 
Pasdeloup inträdde 1829 i Conservatoire de Paris, där han senare (1841–1850 och 1855–1868) verkade som lärare. Hans egentliga kall var emellertid dirigentens och hans största berömmelse är att ha i Paris anordnat de så kallade concerts populaires, symfonikonserter för billigt pris. Dessa började 1861 i Cirque d'Hiver och framgick ur den av honom tidigare (1851) stiftade Société des jeunes artistes du conservatoire. Efter hand undanträngda av Colonnes och Lamoureux konkurrerande företag, upphörde Pasdeloups symfonikonserter 1884. Han var även tidvis dirigent för manssångföreningar ("orphéons") i Paris samt 1868–1869 direktör för Théâtre-Lyrique.